# Acrida montana
Acrida montana är en insektsart som beskrevs av Steinmann 1963. Acrida montana ingår i släktet Acrida och familjen gräshoppor. Inga underarter finns listade i Catalogue of Life.